# Tapiri
Tapiri su neparnoprstaši (Perissodactyla), biljojedi koji žive u džunglama Južne Amerike i Azije. Pripadaju porodici koju čine 4 vrste Tapirus bairdii, Tapirus indicus, Tapirus pinchaque i Tapirus terrestris.  

## Osobine
Izgledom podsjećaju na svinje. Imaju zašiljenu njušku koja završava surlom i kratak rep. Na prednjim nogama imaju po 4, a na stražnjim po tri prsta. Teški su preko 150 kg. Danju spavaju, a noću kreću u potragu za hranom. Hrane se vodenim i šumskim biljem, kao i lišćem i voćem.
Životni vijek im je 30 godina.  Gestacija traje oko 14 mjeseci. Tapiri se kada su napadnuti brane vrlo rijetko. Najčešće nastoje pobjeći do najbliže vode i tamo naći utočište. Vrlo su dobri plivači i mogu dugo držati dah. Vole se kupati, a kupanje im služi i kao način obrane od nametnika.

## Zaštita i izumiranje
Tapiri se smatraju jednima od najstarijih životinja na planeti. Zbog uništavanja staništa i lova vrste Tapirus bairdii, Tapirus indicus i Tapirus pinchaque nalaze se na popisu ugroženih vrsta, a vrsta Tapirus terrestris smatra se osjetljivom. Koža i meso su na cijeni, a Indijanci njihovo meso smatraju delicijom. 
- Tapirus bairdii
- Tapirus indicus
- Tapirus pinchaque
- Tapirus terrestris

## Rodovi
- Megatapirus Matthew & Granger, 1923 †
- Miotapirus †
- Nexuotapirus Albright, 1998 †
- Protapirus Filhol, 1877 †
- Tapirus Brisson, 1762[3]

## Tapiri u Hrvatskoj
Južnoamerički nizinski tapir-Zoološki vrt grada Zagreba.